# 総説論文
総説論文（そうせつろんぶん）ないしレビュー論文 (ともにreview article) とは、ある主題における現行の理解の状態を要約した記事である。
総説論文は、新しい事実や分析を報告するというよりは、既に公表された題材を再提示するものである。時に展望論文ないしサーベイ論文 (ともにsurvey article)、あるいは解説論文 (overview articles) とも呼ばれる。レビュー論文専門の学術出版は総説誌と呼ばれる。

## 学術出版において
学術雑誌における総説論文では、新しい実験の結果報告より、以前に他者によって公表された研究の分析や考察が行われる。読者は熟練した研究者にとって明白なことに気付かない可能性があり、専門家による文献調査を介して、読者は個々の研究の妥当性と適用可能性についての専門家による説明と評価を得ることができる。
総説論文は、文献研究の形であり、より具体的にはシステマティック・レビューであり、ともに二次文献である。文献研究は、最良かつ最重要の発表と著者がみなしていることの要旨を提供する。システマティック・レビューは、客観的な基準を定め、基準に合致する実験的な論文を探索し、それらの論文に示された結果を比較する。
一部の学術雑誌は、ある分野の総説を専門に行っており、総説誌として知られる。
レビュー論文（総説論文）は、ピアレビュー（査読）された文献とは異なる。総説論文には査読済みのものもそうでないものも含まれる。